# Río Tarma
Río Tarma se encuentra situada en la provincia homónima, departamento Junín, Perú. Sus principales afluentes son los ríos Palcamayo, Huasahuasi, Ricrán y afluentes menores.
Nace en los andes y pasa por el centro de la ciudad de Tarma, asimismo se encuentra a 4 400 ms.n.m. y es parte del Río Perené al juntarse con los ríos Chanchamayo y Tulumayo.

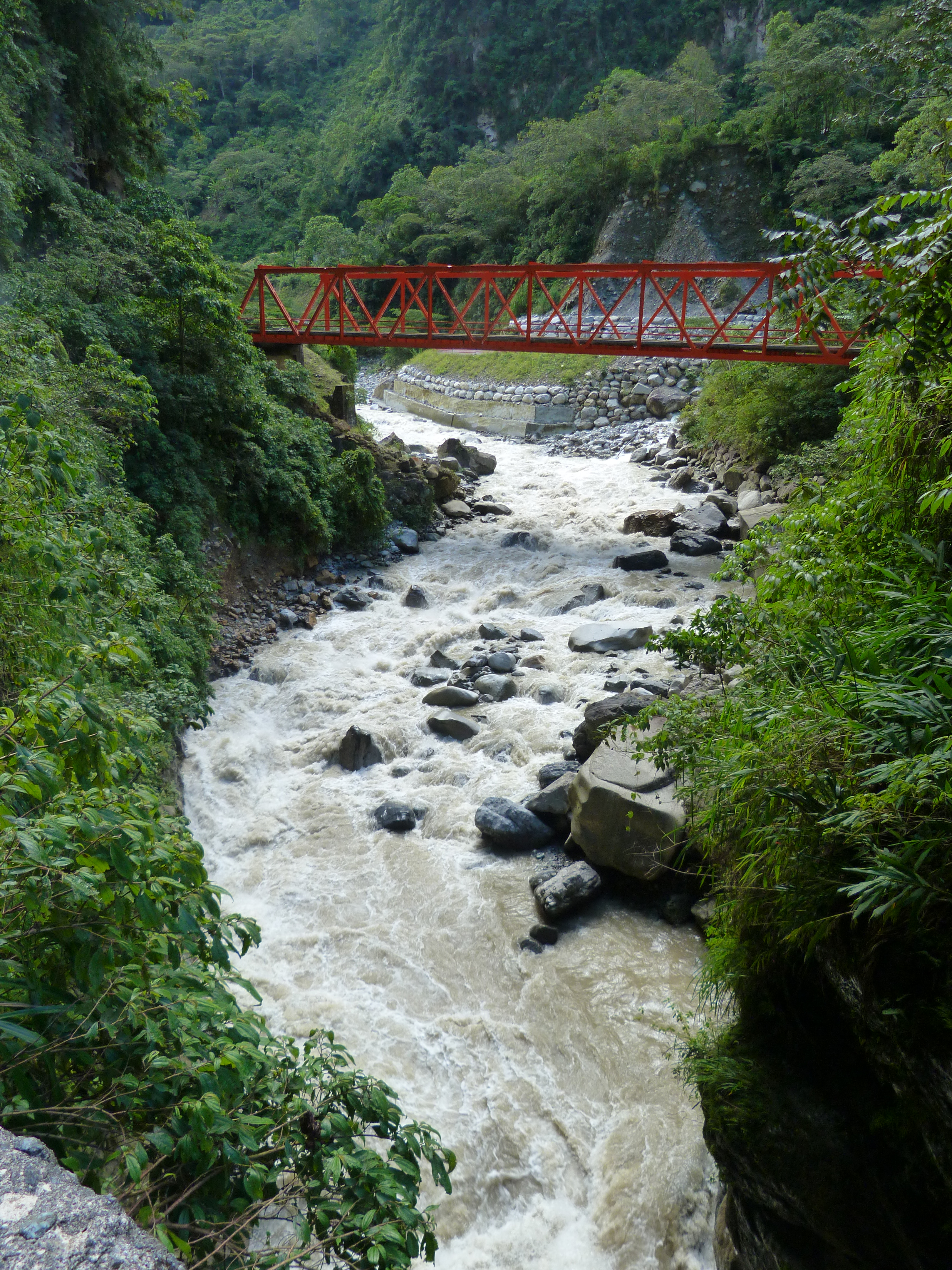
Río Tarma pasando por San Ramón

## Etimología
Viene del quechua Tarumas o Tarumayo o Tarumayu: Tara que significa planta o árbol y Mayu o Mayo que significa río, en pocas palabras quiere decir riachuelo rodeado de taras o sitio de tara Tara por dónde pasa el mayu.